# Боровенська волость (Старобільський повіт)
Боровенська волость — історична адміністративно-територіальна одиниця Старобільського повіту Харківської губернії із центром у слободі Боровенька.
Станом на 1885 рік складалася з 4 поселень, 4 сільських громад. Населення — 6781 особа (3240 чоловічої статі та 3541 — жіночої), 1157 дворових господарств.
|                     | Площа, десятин | У тому числі орної, дес. |
| ------------------- | -------------- | ------------------------ |
| Сільських громад    | 13250          | 12254                    |
| Приватної власності | —              | —                        |
| Казенної власності  | 2606           | 2601                     |
| Іншої власності     | 150            | 150                      |
| Загалом             | 16006          | 15005                    |

Поселення волості станом на 1885:
- Боровенське — колишня державна слобода при річці Борова за 40 верст від повітового міста, 1873 особи, 356 дворових господарств, православна церква, лавка, 3 ярмарки на рік.
- Єпіфанівка — колишнє державне село при річці Борова, 2306 осіб, 391 дворове господарство, православна церква, школа, лавка, 2 ярмарки на рік.
- Михайлівка — колишній державний хутір, 1061 особа, 160 дворових господарств.
- Чабанівка — колишнє державне село при річці Борова, 1541 особа, 250 дворових господарств, православна церква.

Найбільші поселення волості станом на 1914 рік:
- село Боровенське — 3543 особи;
- село Єпіфанівська — 3931 особа;
- село Чабанівська — 2267 осіб;
- слобода Варварівка — 3842 особи.

Старшиною волості був Іван Ісайович Скороход, волосним писарем — Григорій Ілліч Гришкевич, головою волосного суду — Іван Федорович Сікалов.